# Verwaltungsgemeinschaft Wiesentheid
In der Verwaltungsgemeinschaft Wiesentheid im unterfränkischen Landkreis Kitzingen haben sich folgende Gemeinden zur Erledigung ihrer Verwaltungsgeschäfte zusammengeschlossen:
1. Abtswind, Markt, 826 Einwohner, 12,81 km²
2. Castell, 852 Einwohner, 22,92 km²
3. Rüdenhausen, Markt, 870 Einwohner, 6,88 km²
4. Wiesentheid, Markt, 4886 Einwohner, 33,37 km²

Sitz der 1976 gegründeten Verwaltungsgemeinschaft ist Wiesentheid.